# Waleed Al-Husseini
Waleed Al-Husseini (em árabe: وليد الحسيني), ou também Walid Husayn, (Calquília, 25 de junho de 1989) é um  ensaísta, escritor e blogueiro palestiniano. Em outubro de 2010, a Autoridade Palestina o prendeu sob a alegação de blasfemar contra o Islão no Facebook e em blogues; sua prisão atraiu a atenção internacional. Mais tarde, ele escapou para a França, onde solicitou asilo com êxito. Em 2013, fundou o Conselho dos Ex-Muçulmanos de França (CEMF).
Al-Husseini é o autor de uma autobiografia,  Blasphémateur ! : les prisons d'Allah,  publicadas por Grasset em 2015, bem como de vários artigos no Le Monde, A Regra do Jogo ou Liberation, e um segundo livro, Une trahison française : Les collaborationnistes de l'islam radical devoilés, denunciando os "colaboracionistas do islamismo radical".

## Biografia
Nascido na Cisjordânia, Waleed Al-Husseini estudava ciência da computação. Estando desempregado, ele ajudava algumas horas por dia seu pai em sua barbearia. Alguns conhecidos descreveram-no como um "sujeito comum" que regularmente rezava na mesquita às sextas-feiras.
Por volta dos 20 anos, Al Husseini passava muito tempo conectado à Internet. Quando sua mãe encontrou artigos seus sobre o ateísmo em seu computador, ela cancelou a assinatura da Internet, esperando que ele desistisse. Em vez disso, ele começou a frequentar o cyber café local, onde passava até sete horas por dia, isolado em um canto.
Em outubro de 2010, Waleed foi preso pela Autoridade Palestiniana, acusado de blasfémia contra o Islão. Além de suas páginas no Facebook, que agora foram apagadas, também publicou ensaios em árabe em um blogue chamado Noor al-Aqel (Iluminação da Razão) e em língua inglesa no Proud Atheist ("o ateu orgulhoso"), identificando-se como "um ateu de Jerusalém - Palestina". Entre outros argumentos, descrevia Alá como "um deus primitivo, beduíno e antropomórfico", e Maomé como um "maníaco sexual".
Muitos muçulmanos de Calquília acreditam que ele deve ser executado, e membros da sua própria família consideram que deveria passar o resto da vida na prisão.
Al-Husseini sublinhou que não estava a insinuar que o cristianismo ou o judaísmo eram melhores que o islamismo, e que, em sua opinião, todas as religiões eram "um amontoado de lendas incríveis e uma pilha de disparates que competem entre si em estupidez". Hussein rejeitou as alegações de que o Islã era uma religião de tolerância, paz, igualdade e justiça. Ele também criticou o tratamento dado pelo Islã às mulheres, a supressão da criatividade humana e as alegações de que o Alcorão contém milagres científicos. Os grupos do Facebook que ele alegadamente criou suscitaram centenas de comentários zangados, ameaças de morte e a formação de mais de uma dúzia de grupos do Facebook contra ele. No seu auge, o “blog” em língua árabe de Hussein teve mais de 70 000 visitantes.
Após dez meses de prisão, Al-Husseini foi libertado sob fiança, mas foi várias vezes preso e detido pela Polícia de Segurança durante vários dias de cada vez. Alegou ter sido torturado nas instalações da polícia. A Autoridade Palestiniana destruiu  os seus dois computadores e ordenou-lhe que deixasse de publicar as suas opiniões na Internet.
Após obter asilo político em França, aí fundou, em Julho de 2013, com outros ex-muçulmanos, o Conselho dos Ex-Muçulmanos de França.

## Obras
- Blasphémateur ! Les Prisons d'Allah, 2015, Grasset (ISBN 978-2-246-85461-6) (OCLC 903212636)
- Une trahison française : Les collaborationnistes de l'islam radical dévoilés, 2017, Ring (ISBN 1091447578)